# 迪沃河 (图埃河支流)
迪沃河（法語：Dive，法語發音：[div]）是法國的河流，屬於圖埃河的右支流，河道全長72.5公里，發源自迈松讷沃，流經蒙孔图尔和布雷泽，河口處在迪沃河畔圣瑞斯特。

## 外部連結
- http://www.geoportail.fr （页面存档备份，存于）
- Sandre数据库中的迪沃河